# Linđo

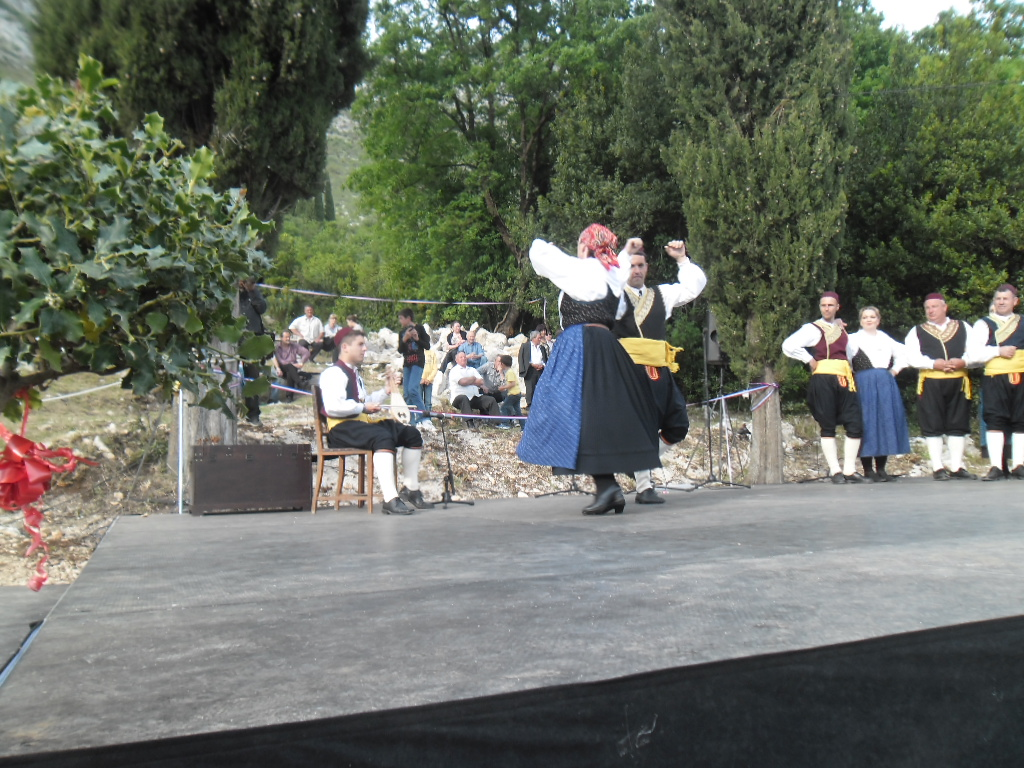
Linđo

Linđo ist ein Tanz aus der kroatischen Stadt Dubrovnik und Umgebung. Begleitet wird er mit der dreisaitigen Streichlaute lijerica. Früher wurde der Linđo auch mit Begleitung eines einfachen Dudelsacks (mišnice) getanzt. 
Der sitzende Musiker lehnt die lijerica an das linke Knie, mit dem Bogen streicht er über die drei Saiten und mit dem ganzen Fuß des rechten Beines gibt er den Takt für die Tänzer vor. Der Tanz ist sehr interessant hinsichtlich der Polymetrik zwischen  der dreiteiligen Metrik der Schrittfolge des Tanzes und der zweiteiligen Metrik der musikalischen Begleitung.
Getanzt wird in Paaren, die sich um die Musiker verteilen. Durch den Tonangeber (Führer des Kolo) werden in witziger, oft auch zweideutiger Art und Weise Anweisungen gegeben, welche Figuren und welche Tänzer miteinander tanzen sollen. Dies geschieht in strengem Ton und im Rhythmus der Musik, ebenso feuert der Tonangeber Tänzer an, die durch Improvisationen miteinander wetteifern.
Charakteristisch für den Tanz ist das Wiederholen wichtiger Abschnitte. Die Beschreibung stammt von Ivan Kukuljević-Sakcinski aus dem Jahre 1856 und wird heute noch genauso getanzt.

## Namensherkunft
Ursprünglich hieß der Tanz schlicht Dubrovniker Tanz, heute ist er jedoch bekannter unter dem Namen Linđo. Diesen Namen bekam der Tanz durch den Spitznamen eines berühmten lijerica-Spielers, Nikola Lale Linđo aus der Gemeinde Župa dubrovačka. Seine Nachfahren leben heute in Petrača und sind weiterhin bekannt unter dem Spitznamen Linđo.